# Ольшевская, Евгения Зеноновна
Евгения Зеноновна Ольшевская (род. 7 сентября 1978) — российская прыгунья в воду.

## Карьера
Серебряный (2002) и бронзовый (2003) призер чемпионатов мира в синхронном прыжке с вышки (10 м).
Чемпионка (1999), обладатель серебряной (2000) и бронзовой (2002) медалей чемпионатов Европы.
Чемпионка России: 
- прыжки в трамплина (3 м) - 2003
- прыжки с вышки (10 м) - 1998, 2000, 2003, 2004
- синхронные прыжки с вышки (10 м) - 1999

Обладательница Кубка Европы (2002 - 10 м синхро).
На Олимпиаде-2000 участвовала в соревнованиях по прыжкам с вышки (16 место) и в синхронном прыжке с вышки (6 место).
Тренеры - заслуженный тренер России О.Н. Тихонова, заслуженный тренер России В.В. Стаценко, А. Менгден.
После окончания карьеры работает тренером в Санкт-Петербурге.

## Личная жизнь
Окончила Санкт-Петербургский государственный университет физической культуры имени П.Ф. Лесгафта.